# Cölnische Hohe Heer- und Geleitstraße
Die Cölnische Hohe Heer- und Geleitstraße, ist als eine der Hohen Straßen eine historische Handelsstraße (Altstraße), die von Köln über Siegburg, Altenkirchen, Limburg an der Lahn und Königstein im Taunus nach Frankfurt am Main führte. Sie überquerte die Lahn in Limburg und die Nidda in Rödelheim. Zum Schutz der Straße wurden verschiedene Burgen im Westerwald (Burg Hartenfels, Burg Molsberg, Weltersburg) angelegt.
Neben ihrer Funktion als Handelsstraße wurde diese Strecke als Pilgerweg von Köln nach Marburg genutzt. Der so genannte Elisabethpfad hatte das Grab der heiligen Elisabeth von Thüringen in Marburg zum Ziel. Dieser historische Pilgerweg ist 2007 als Jakobsweg markiert worden. Der Abschnitt der Altstraße zwischen Butzbach und Wetzlar wird urkundlich 1315 und 1349 in den Arnsburger Urkunden Nr. 441 und Nr. 758 genannt.